# Idaea marcotensis
Idaea marcotensis är en fjärilsart som beskrevs av Adalbert Seitz 1912. Idaea marcotensis ingår i släktet Idaea och familjen mätare. Inga underarter finns listade i Catalogue of Life.